# イースト・クートニー地域
イースト・クートニー地域（イースト・クートニーちいき、英: Regional District of East Kootenay, RDEK）は、ブリティッシュコロンビア州の地方行政区の一つ。州内の南東端に位置する。

## 主な都市
- クランブルック（Cranbrook）
- キンバリー（Kimberley）
- ファーニー（Fernie）